# Politbiro Centralnog komiteta Frelima
Politbiro Centralnog komiteta FRELIMA je bio Politbiro koji je upravljao Narodnom Republikom Mozambikom od 19. listopada 1986. do 6. studenoga 1986. godine.
Članstvo 1986.
- Marcelino dos Santos
- Joaquim Chissano
- Alberto Chipande
- Armando Guebuza
- Jorge Rebelo
- Mariano de Araújo Matsinhe
- Sebastião Marcos Mabote
- Jacinto Soares Veloso
- Mário da Graça Machungo
- José Óscar Monteiro